# John Eagles
John Eagles (1783-1855), est un artiste, un poète et un auteur anglais. Ses essais, parlant principalement de critique d'art, apparaissent dans le Blackwood's Magazine et sont rassemblés et publiés après sa mort. Il produit également des traductions.

## Biographie
Eagles, fils de Thomas Eagles et de Charlotte Maria Tyndale, est né dans la paroisse de Saint Augustin à Bristol en 1783 et baptisé la même année. Après avoir reçu une éducation préliminaire sous la direction du révérend Samuel Seyer à Bristol, il a été admis comme élève du Winchester Collège le 9 juillet 1797 et y est resté jusqu'au 16 juillet 1802. Son souhait était de devenir peintre paysagiste. Il fait une tournée en Italie, et tente de former son style sur Gaspard Poussin et Salvator Rosa. 

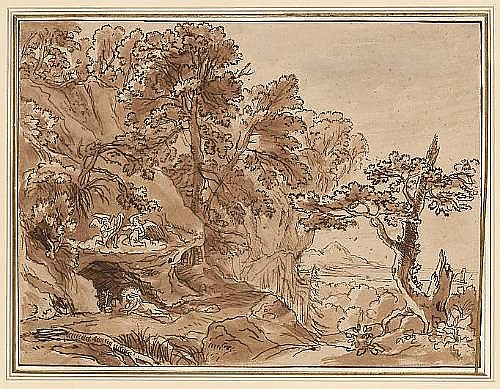
Le pénitent de Magdala dans un paysage, John Eagles, avant 1855.

Eagles a aussi la réputation d’être un bon graveur. En 1823, il publie 6 exemples de gravures d’après son idole, G. Poussin. En 1809, il n’est pas admis à la Société des aquarellistes. Il décide donc de prendre des cours, et dans cette optique, il entre au Wadham College à Oxford. Il obtient deux diplômes en arts, un baccalauréat universitaire des arts le 14 janvier 1812 et une maîtrise universitaire des arts le 13 mai 1818. Il devient, par la suite, révérend pour l'église Saint-Nicolas à Bristol. En 1822, il revient avec sa famille pour la conservation de Halberton dans le Devonshire, où il résidait pendant 12 ou 13 ans. Durant ces cinq dernières années, Sydney Smith est son recteur. Après Halberton, il devient le curé de Winford, près de Bristol, et puis de Kinnersley, dans le Herefordshire. Cependant, en 1841, il revint vivre près de son lieu de naissance. Il décède à King’s Parade à Clifton à Bristol le 8 novembre 1855 en laissant derrière lui une famille nombreuse.
Eagles est quelqu’un de timide et réservé, mais accueillant pour les hommes de même goût. Pour « la société en général », il « se souciait peu » de ce que le monde pouvait penser de lui ou de ses occupations (introduction de The Sketcher, 1856).
Il y a un portrait d’Eagles au crayon par Nathan Cooper Branwhite et un autre à l’huile de James Curnock.
John Eagles est un proche ami des artistes de Bristol, et il est l'un des premiers à leur attribuer le nom de « l'école de Bristol » en 1826. Il fait également partie du cercle de « l'école de Bristol » en tant que membre amateur.

## Écrits

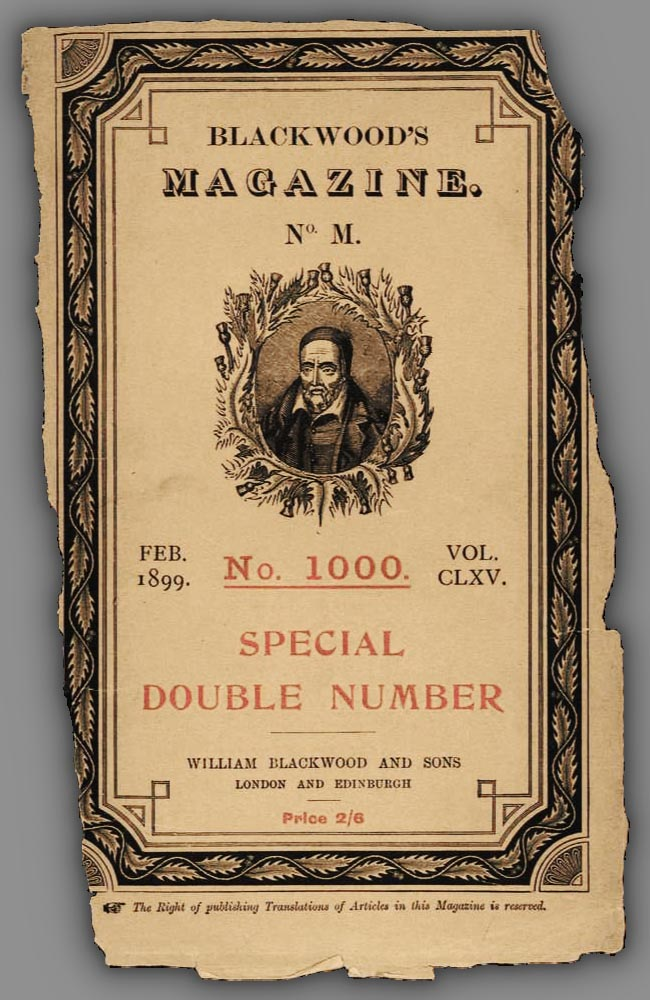
Image du Blackwood's Magazine, 1899.

De 1831 à quelques mois après sa mort, Eagles a collaboré au Blackwood's Magazine. Blackwood's Magazine est un périodique avec des idées conservatrices qui rejoignent celles de John Eagles notamment en matière de politique et d’art. Ses contributions portent principalement sur l'art, et les meilleures d'entre elles sont contenues dans une série d'articles intitulée The Sketcher, parue dans le magazine en 1833-1835. Cette série d’articles est rassemblée pour être publiée au sein d’un même livre en 1856. A l'automne avant sa mort, ils sont remaniés par John Eagles, puis publiés dans un volume (8vo, Edimbourg et Londres) en 1856. Un autre volume d’Essais divers contribué au magazine Blackwood est publié l'année suivante. Bien qu'ils ne soient pas très bien connus, ils regorgent de bon sens, d'humour sympathique, d'anecdotes amusantes, de citations justes et de jeux de mots mis en italique en bonne et due forme.
Edward Villiers Rippingille rédige de nombreux articles sur l'art et les artistes de son époque dans diverses publications. Il a également participé aux dialogues de John Eagles dans The Sketcher.
Eagles écrit sur les beaux-arts en tant que critique de l'école démodée, à laquelle il adhère fidèlement dans les domaines artistiques ainsi que dans d'autres domaines. Il s’adonne également à l’écriture de poèmes qui sont publiés dans The Sketcher. John Mathew Gutch (en), ami de l'auteur, sélectionne plusieurs des poèmes de John Eagles, originaux ou traduits, et cinquante exemplaires sont imprimés en privée de manière posthume sous le titre A Garland of Roses (8vo, Worcester) en 1857. Il contient une réédition d'un poème macaronique latin qui paraît à intervalles réguliers dans les colonnes du Bristol Journal de Felix Farley, alors sous la direction de Gutch. Cette réédition est écrite pour dénoncer les abus qui avaient existé pendant des années dans plusieurs organismes publics à Bristol, en particulier dans la société. Ces comptines, agrandies et traduites avec des notes et quelques dessins humoristiques, sont ensuite publiées sous le titre Felix Farley, Rhymes, Latin and English, par Themaninthemoon (8vo, Bristol) en 1826.
Certaines imitations en anglais de l'ode horatienne, sur des sujets quasi similaires, et qui contribuent également à Felix Farley, sont moins joyeuses. John Egales publie également The Bristol Riots (1832) qui est une réponse aux troubles locaux liés au projet de loi sur la réforme. Un volume de Sonnets, édité par une autre amie, Zoë King (8vo, Edimbourg et Londres) en 1858, contient 114 exemples, caractérisés pour la plupart par la pensée et le raffinement.
Eagles laisse des traductions manuscrites des deux premiers livres de l'Odyssée et des cinq chants d'Orlando Furioso. Il a également édité The Journal of Llewellin Penrose, a Seaman (4 vols. 8vo, Londres) en 1815, dont il vend une édition à Murray pour deux cents guinées. Une autre édition est publiée par Taylor & Hessey (8vo, Londres) en 1825. C'est un récit en partie fondé sur des incidents dans la vie de l'auteur, William Williams, que Thomas Eagles, son père, sauve de la misère. Williams lègue le manuscrit à son bienfaiteur. Près d'un demi-siècle plus tard, John Eagles a raconté l'histoire dans l'un de ses derniers et meilleurs essais de Blackwood, « The Beggar's Legacy ».

## TheSketching Society, à Bristol

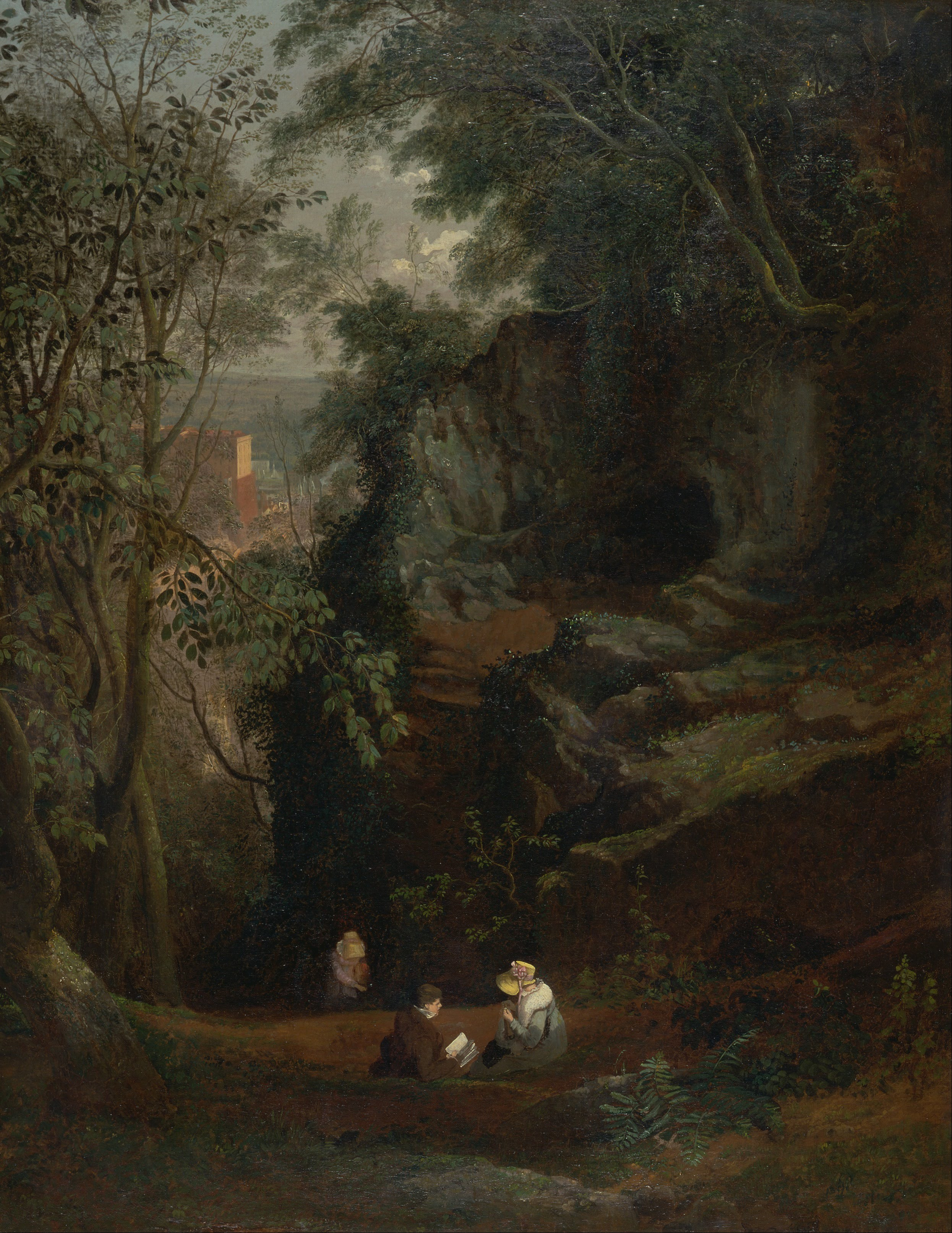
Landscape near Clitfon, Francis Danby, 1822-1823

John Eagles est le maître à penser, avec l’auteur George Cumberland, d’un groupe originaire de Bristol nommé la Sketching Society. Ce groupe rassemble des artistes et des peintres inspirés par la poésie. Lors des réunions, les artistes, comme Francis Danby, s’adonnent à la production de peintures de paysages dans la campagne de Bristol. Ces productions artistiques, qui partent d’un paysage topographique, évoluent vers une composition imaginaire et plus poétique. Eagles contribue à cela, en soulignant l’importance de la nature dans un style romantique. La nature apparaît ainsi comme mystérieuse et sombre, et symbolise le reflet des émotions et des passions humaines. Ses théories, suivies par les artistes de Bristol, sont rassemblées dans l’ouvrage The Sketcher.
Les artistes de « l'école de Bristol » se retrouvent à Leigh Woods, au bord des gorges de l'Avon dans le Somerset. Eagles décrit ce lieu comme sa « terre de poésie et d'enchantement ». De plus, il considère le lieu comme étant le refuge des artistes bienheureux, soit un cadre idyllique ou selon ses mots, un « Élysée ».
John Eagles enseigne le paysage poétique aux artistes à travers ses paroles :
De la page sacrée illustre
Les histoires de l’âge des patriarches
Aux thèmes sublimes, la pluie ardente
La fuite de Lot, la plaine en feu
La vengeance du Ciel sur l’Egypte

## Galerie

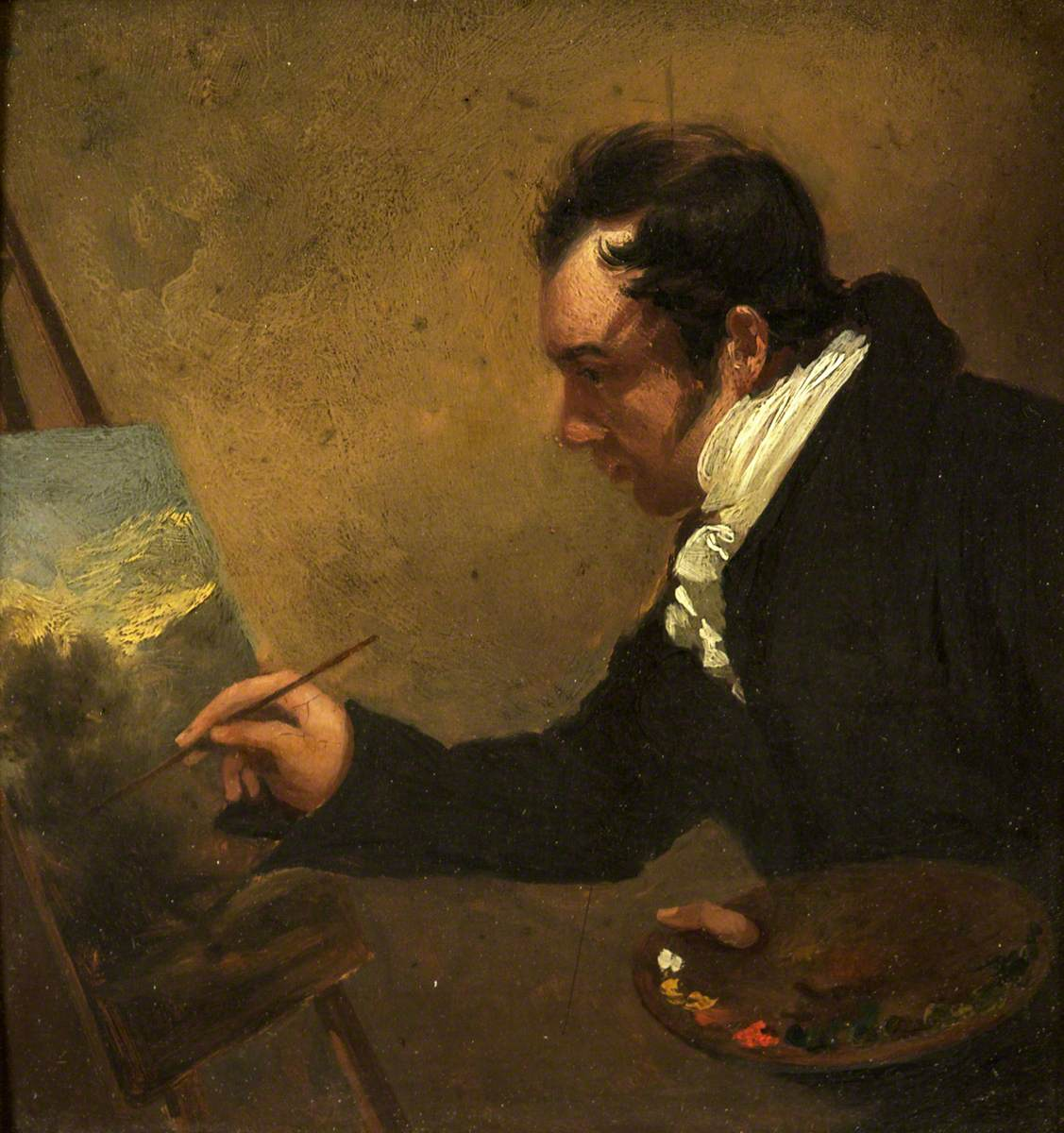
Portrait du Révérend John Eagles, Nathan Cooper Branwhite, 1820-1825.
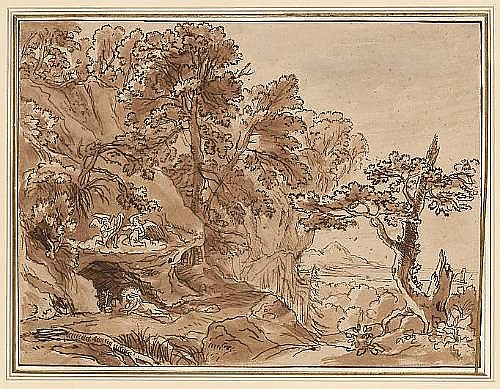
Le pénitent de Magdala dans un paysage, John Eagles, avant 1855
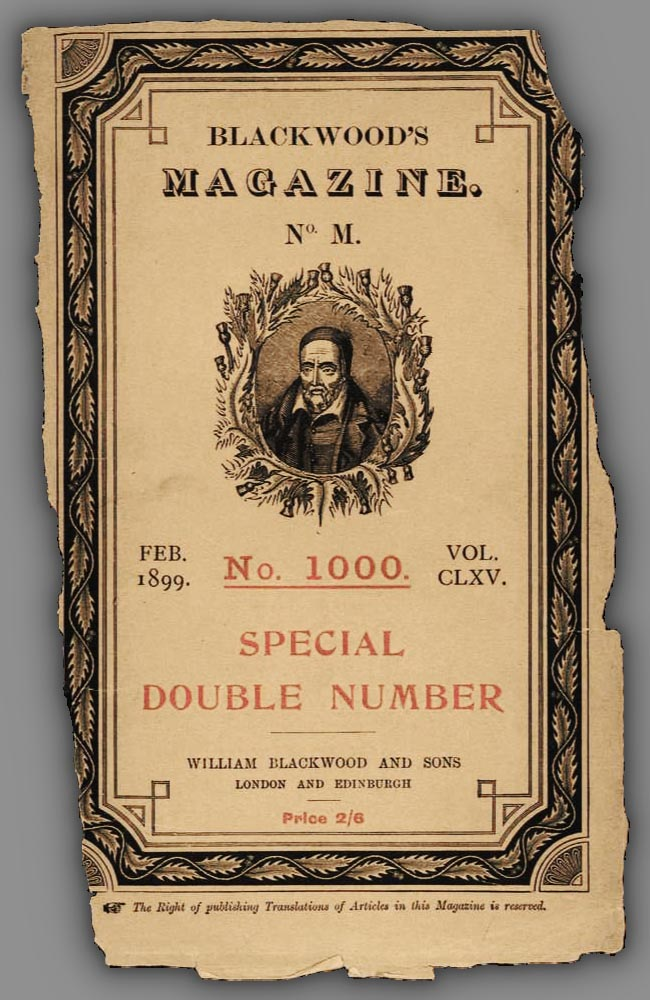
Image du Blackwood's Magazine, 1899.
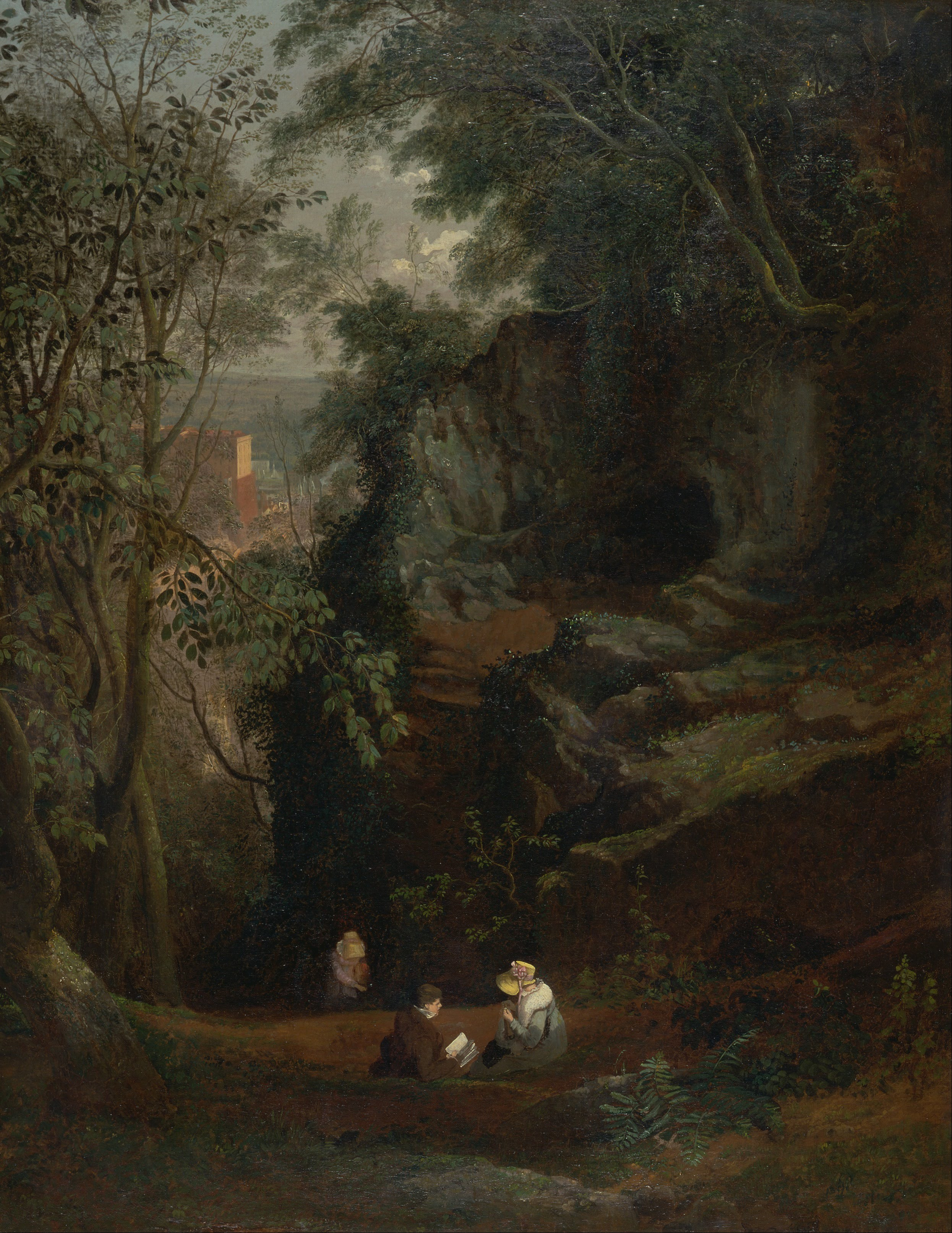
Landscape near Clitfon, Francis Danby, 1822-1823